# てしがわら
『てしがわら』は、Voice・Love・Networkで放送されているインターネットラジオ番組である。パーソナリティは渡辺一茂･武川陽介。2008年11月1日より放送を開始。

## 概要

### コーナー
コーナーは無く、二人が番組終了するまで話すトーク番組ではあるが、マニアアックな部分が際立ち、渡辺の鉄道話、武川のプロレス話等の濃さがより出ているのが特徴な番組である。一応番組用のメールアドレスはあるが全く読まれない。